# امامزاده بی‌بی شهربانو
امامزاده بی بی شهربانو مربوط به دوره صفوی است و در شهرستان آشتیان، بخش مرکزی، دهستان گرکان، جنوب روستای آهو واقع شده و این اثر در تاریخ ۱۸ اسفند ۱۳۸۷ با شمارهٔ ثبت ۲۵۰۲۰ به‌عنوان یکی از آثار ملی ایران به ثبت رسیده است.